# کرایسلر ۲۰۰سی ای‌وی
کرایسلر ۲۰۰سی ای‌وی (Chrysler ۲۰۰C EV) نام خودرویی از سری خودروهای کرایسلر ۲۰۰ است.
این خودرو در کلاس خودرو سایز متوسط قرار گرفته، طراحی آن خودروهای موتور جلو-محور عقب بوده طول آن در حالت طبیعی ۱۹۲٫۱ اینچ (۴٬۸۷۹ میلیمتر) و عرض آن در حالت طبیعی ۷۳٫۶ اینچ (۱٬۸۶۹ میلیمتر) است.